# CA Newell's Old Boys
CA Newell's Old Boys, zkráceně Newell's Old Boys, je fotbalový klub hrající nejvyšší argentinskou ligovou soutěž Primeru División, v níž několikrát triumfoval. Sídlí ve městě Rosario, domácí zápasy hraje na stadionu Estadio Marcelo Bielsa, pojmenovaném po úspěšném trenérovi Marcelu Bielsovi. Samotný klub je pojmenován po svém zakladateli, Angličanu Isaacu Newellovi.
V klubové historii i v argentinské reprezentaci a Evropě hráli výraznou roli vlastní odchovanci – Abel Balbo, Gabriel Batistuta, Gabriel Heinze nebo Maximiliano „Maxi“ Rodríguez. Odchovancem byl rovněž Lionel Messi. Krátce zde působil Diego Maradona, ten však nepocházel z Rosaria.
Rivalem Newell's Old Boys je klub Rosario Central. Přestože jsou Old Boys tradičně úspěšnější a dvakrát dosáhli finále Poháru osvoboditelů (Copa Libertadores), elitní soutěž jihoamerických klubů nevyhráli.

## Historie
U zrodu Newell's Old Boys stál Angličan jménem Isaac Newell, který v Rosariu roku 1884 založil univerzitní kolej a skrze ni představil místním fotbal. Jeho syn Claudio byl u organizace prvních týmů a akcí, jichž se mimo jiné účastnili také právě studenti a učitelé. Dne 3. listopadu 1903 byl oficiálně založen fotbalový klub Atlético Newell's Old Boys. V roce 1905 si Old Boys uzurpovali rosarijskou ligovou soutěž (Liga Rosarina) mimo jiné na úkor Rosaria Central, které na své cestě překonali. Do 40. let působil klub na amatérské a posléze poloprofesionální úrovni, během nichž se v roce 1925 stal prvním v zemi prodávajícím hráče do Evropy, když Old Boys poslali do Turína FC Julia Libonattiho. V roce 1939 se klub připojil k profesionální argentinské lize ustanovené o osm let dříve.

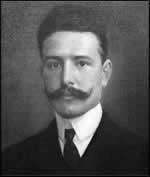
Portrét Claudia Newella, který stál u zrodu tohoto fotbalového klubu

Roku 1974 získali Newell's Old Boys první mistrovský titul v profesionální soutěži – Torneo Metropolitano po remíze 2:2 s Rosariem Central. Vítězný tým zahrnoval například Rubéna Gallega a Jorgeho Valdana, později mistra světa.
Po dvojím umístění těsně pod vrcholem v letech 1986 a 1987 se mladé mužstvo Old Boys kolem odchovanců Norberta Scoponiho (brankář), Jorgeho Theillera (obránce), Fabiána Basualda (krajní obránce), Roberta Sensiniho (defenzivní univerzál), Gerarda Martina (záložník), Juana Manuela Llopa (také záložník) či Abela Balba (útočník) pod vedením trenéra Josého Yudicy vzmohlo následující rok na ligový triumf, který dvě kola před koncem zaručila květnová výhra 6:1 nad Independiente. Na podzim se mužstvo prodíralo Pohárem osvoboditelů, kde jej až ve finále zastavil Nacional a to až v rozhodujícím třetím zápase, neboť obě mužstva vlastní domácí zápas vyhrála.
V roce 1990 vystřídal Josého Yudicu na trenérském postu Marcelo Bielsa, který se dvěma tituly v letech 1991 a 1992 zapsal do klubové historie. Bielsův specifický koučink sice jednou vyústil v nečekaný debakl 0:6 proti CA Colón, byl to však právě Bielsa, kdo Old Boys znovu dovedl do finále Poháru osvoboditelů. Soupeř v podobě São Paulo FC byl ale nad jejich síly. Přestože tým São Paulu podlehl ve druhém zápase finále 0:1 a neuspěl následně v penaltovém rozstřelu, předcházela tomu řada 14 zápasů bez porážky v této soutěži. Jen Sporting Cristal z Peru držel neporazitelnost v historii Poháru osvoboditelů déle (17 zápasů).
V roce 1993 zde krátce působil Diego Maradona, dalších deset let se klub hledal. Strádání spjaté s ekonomickou krizí ve druhé polovině 90. let a zvolení klubového prezidenta Eduarda Lópeze v roce 1994 situaci ztížily, tím spíše, když vzešla na povrch Lópezova korupce, krácení daní a podobné aktivity. Pátý mistrovský titul v roce 2004 zařídil trenér a zároveň bývalý hráč Rubén Gallego, jehož sestava zahrnovala Áriela Ortegu.

## Derby s Rosario Central (Clásico Rosarino)

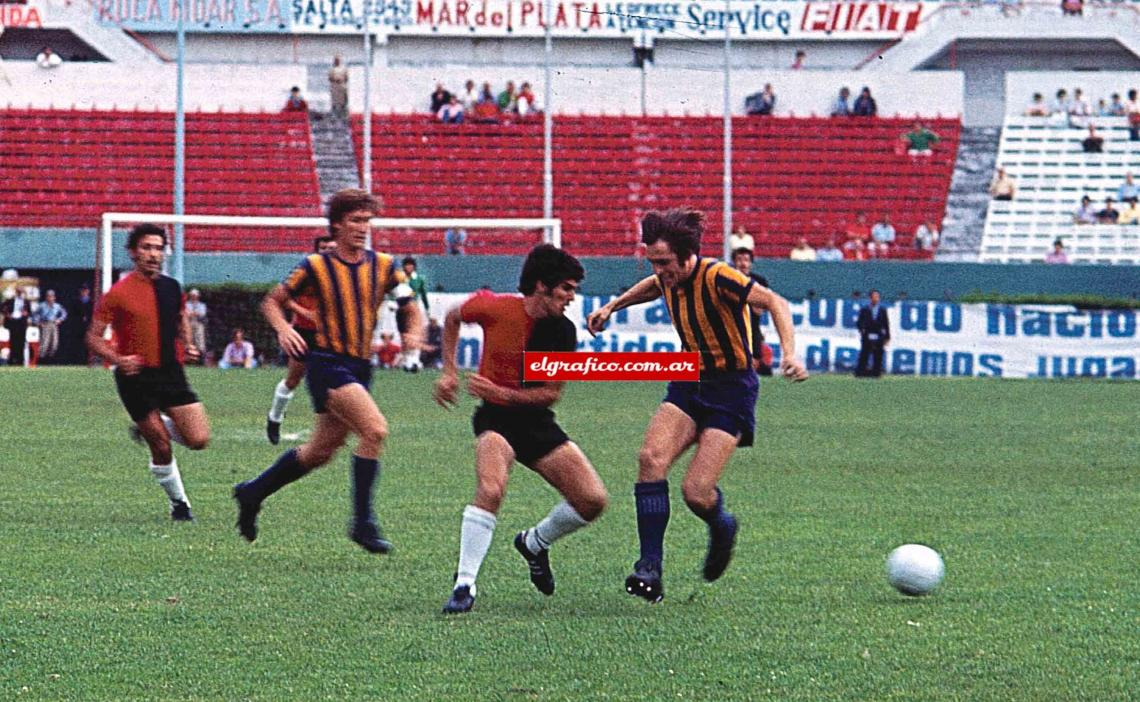
Derby v roce 1972. Mario Zanabria v souboji s Carlosem Aimarem

První zápas rosarijského clásica (Clásico Rosarino) byl odehrán 18. června 1905 a byl to amatérský tým Newell's Old Boys, který ovládl tehdejší oblastní soutěž po výhře 1:0 nad svým budoucím rivalem. Hanlivá označení „svině“ a „lepry“ pochází z legendy týkající se zápasu ve 20. letech. Přátelský zápas měl údajně posloužit charitativním účelům – lidem trpícím leprou, hráči Rosaria se však údajně odmítli podílet. Od roku 1982 se nestalo, aby hráč jednoho z klubů přestoupil do druhého.
V roce 1971 se oba kluby střetly v semifinále Torneo Nacional na Estadio Monumental, ve kterém hráči Newell's podlehli 0:1 a nezabránili nakonec úspěšné cestě rivala za prvním titulem v argentinské soutěži a prvním pro celek mimo Buenos Aires. V roce 1974 se titulu mistra v již profesionální lize Torneo Metropolitano dočkali hráči Newell's. Ti v závěrečném kole potřebovali s Rosario Central uhrát remízu a dosáhli ji navzdory počátečnímu manku 0:2 dvěma svými góly, z nichž druhý vsítil Mario Zanabria.
V průběhu 80. let se derby v důsledku sestupu Rosaria dočkalo dvouleté pauzy. Po jeho návratu mezi elitu v sezóně 1986/87 Tornea Metropolitano se hráčům Newell's Old Boys nezdařilo vyhrát ani jedno ze dvou derby i díky čemuž rival dokráčel k titulu. V červnu roku 1996 a v listopadu roku 1997 byla derby ukončena předčasně. V prvním případě vedli hráči Newell's na stadionu rivala 2:0, načež jim byla rozhodčím přidělena možnost zvýšit náskok z penalty. Domácí příznivci, paradoxně vedení oficiálně jako hosté, vtrhli na trávník a zápas tak skončil. Ve druhém vyhrávalo Rosario půlhodinu před koncem 4:0, avšak zápas se nedohrál kvůli nízkému počtu hráčů jejich soupeře, který po čtveřici vyloučených přišel ještě o dalšího hráče kvůli zranění.
S dalším sestupem Rosaria roku 2010 se derby nekonalo tři roky.
Nejlepšími střelci derby jsou Santiago Santamaría (Newell's Old Boys) a Edgardo Bauza (Rosario Central), oba s devíti góly. Zanabria a právě Santamaría jsou rekordmany svého klubu v počtu odehraných derby se 31 zápasy, celkovým držitelem rekordu je ovšem hráč Rosaria, Uruguayec Jorge José González, který si derby zahrál ve 45 případech.

## Úspěchy
Primera División, argentinská nejvyšší ligová soutěž (6× vítěz)
1974 Metropolitano, 1987/88, 1990/91, 1992 Clausura, 2004 Apertura, 2013 Final
Copa Nacional (1× vítěz)
1949
Pohár osvoboditelů (2× poražený finalista)
1988, 1992